# Cimabue
Cimabue (egentligen Cenno di Pepo), född cirka 1240 i Florens, Italien, död 1302 i Pisa, var en italiensk målare, huvudsakligen verksam i Florens.
Cimabue inledde sannolikt sin bana i mosaikverkstaden vid Baptisteriet i Florens. Omkring 1272 verkade han i Rom och cirka 1301–1302 i Pisa, och även en tid i Assisi. I sin konst präglades Cimabue inledningsvis starkt av den bysantinska konsten, men han började att övervinna den genom en antydning till plastiska former, tredimensionalitet och rörelser hos figurerna.
Han tog även successivt avstånd från den i den västeuropeiska medeltidstraditionen förhärskande deformationen. Så nådde han fram till mindre stiliserade framställningar med monumentalitet och intensitet. Med denna konstuppfattning räknas Cimabue till banbrytarna inom det italienska måleriet. Redan Dante betecknade honom som den ledande bildkonstnären före Giotto.

## Eftermäle
Asteroiden 11578 Cimabue är uppkallad efter honom.

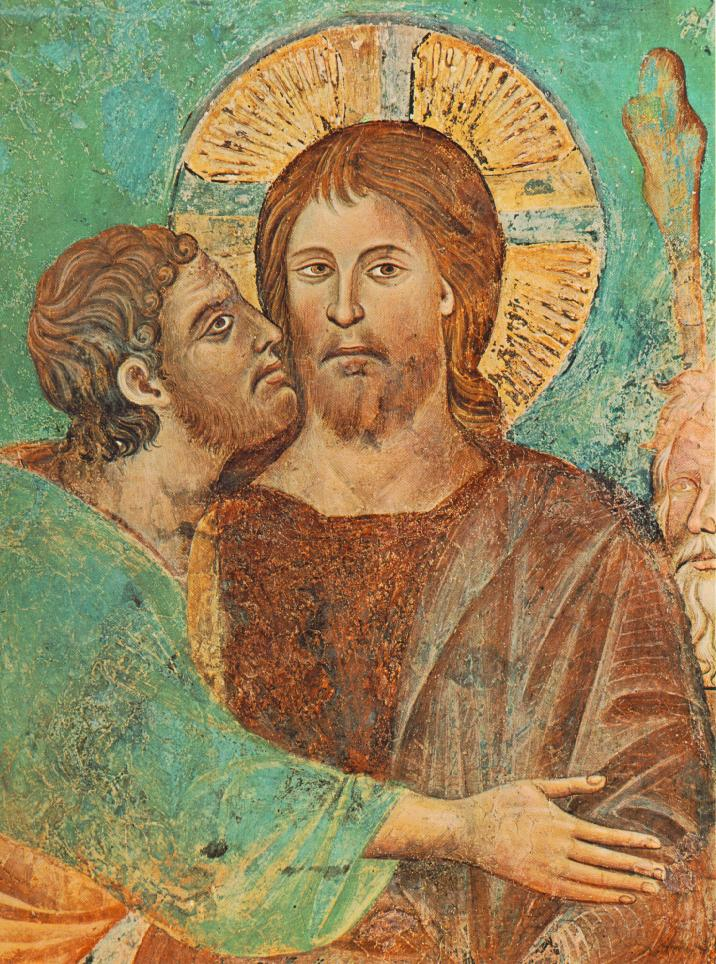
Cimabue - "Kristi gripande" (detalj) (cirka 1277). Fresk i San Francesco (övre kyrkan), Assisi.

## Verk (i urval)
- Kristus på korset (cirka 1260–1270) San Domenico, Arezzo
- Den heliga jungfrun med änglar (cirka 1270) Louvren, Paris
- Tronande Madonna med sankt Franciskus (cirka 1277) San Francesco, Assisi
- Tronande Maria (cirka 1280) Uffizierna, Florens